# Resolución de disputas

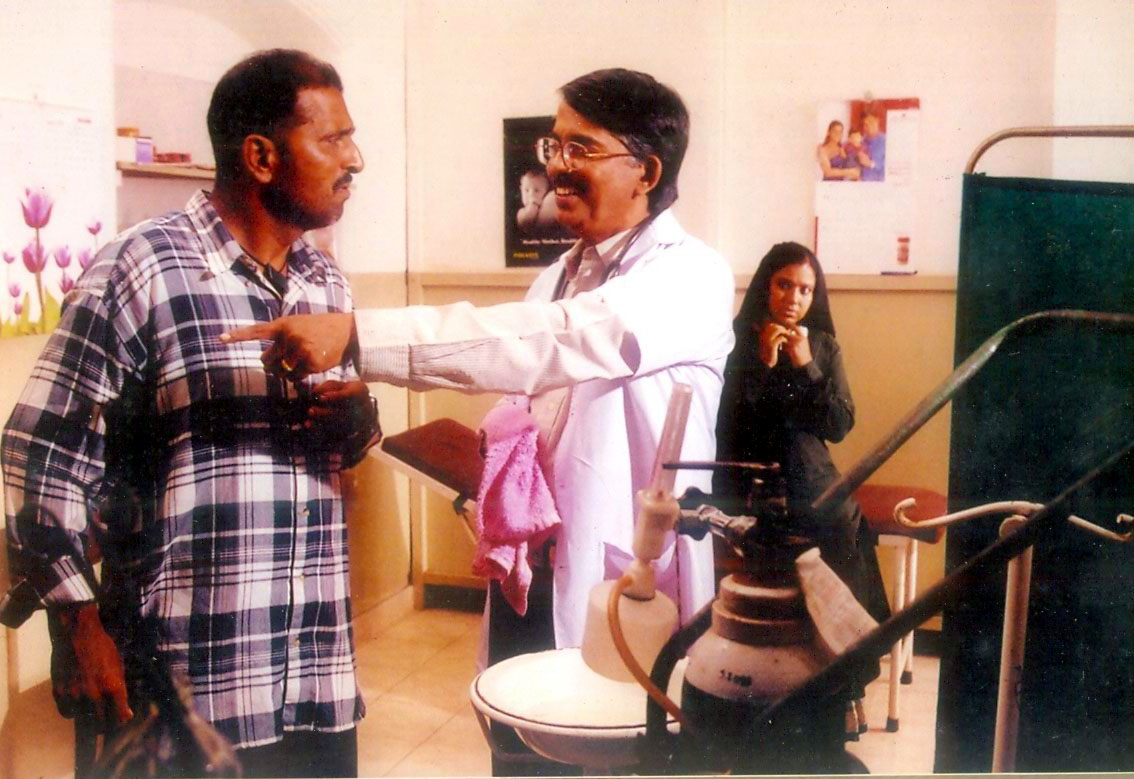
tipos de negociación

La resolución de disputa es el proceso de resolver disputas entre partes.

## Métodos
- Pleitos (litigación)
- Arbitraje
- Ley colaborativa
- Mediación
- Conciliación
- Muchos tipos de negociación
- Facilitación

Uno teóricamente podría incluir violencia o incluso guerra como parte de este espectro, pero los practicantes de resolución de disputas no normalmente lo hacen; la violencia raramente hace acabar disputas eficazmente, y de hecho, a menudo sólo produce escaladas de violencia. 
1. Procesos adjudicativos, como litigios o arbitraje, en donde un juez, jurado o árbitro determina el resultado.
2. Procesos consensuales, como leyes colaborativas, mediación, conciliación, o negociación, en donde hay intentos de las partes para lograr acuerdo.

No todas las disputas, incluso aquellos en donde ocurre una intervención especializada, hace finalizar en resolución. Tales disputas intratables forman un área especial en estudios de resolución de la disputa que se suele conocer como conflictología.
Resolución de disputa es un requisito importante en Comercio Internacional:Negociación, Mediación, Arbitraje y Acción judicial.

## Resolución de disputa judicial
El sistema legal proporciona resoluciones para muchos tipos diferentes de disputas. Algunos disputantes no lograrán acuerdo a través de un proceso colaborativo. Algunas disputas necesitan el poder coactivo estatal de aplicar una resolución. Quizás más importante, muchas personas quieren un profesional bien preparado para defender cuándo devienen implicados en una disputa, particularmente si la disputa implica percibir derechos legales, legales en su contra, o amenaza de acción judicial en contra de ellos.
La forma más común de resolución de disputa judicial es litigar. La litigación se inicia cuándo una parte litiga contra otro. En EE. UU. litigar está facilitado por el gobierno dentro de cortes federales, estaduales, y municipales. El procedimiento es muy formal y está gobernado por reglas, como reglas de evidencia y procedimiento, los cuales están establecidos por la legislatura. Los resultados están decididos por un juez imparcial y/o jurado, basado en cuestiones fácticas del caso y de la ley de aplicación. El veredicto del tribunal está atado, no aconsejable; aun así, ambas partes tienen el derecho de apelar el juicio a un tribunal más alto. Una resolución de disputa judicial es típicamente adversarial en naturaleza, por ejemplo, implicando partes antagonistas con intereses opuestos interesados en buscar un resultado bien favorable a su posición.
Jueces retirados o abogados privados a menudo devienen en árbitros o mediadores; aun así, disputas con especialistas entrenados y calificados forman un cuerpo que crece dentro del campo de ADR. En EE. UU. muchos declaran ahora tener mediación u otros programas ADR anexados a los tribunales, para facilitar el establecimiento de pleitos.
Igualmente se encuentran las llamadas Reuniones de Justicia Restaurativa (RJR), en las cuales el delincuente se reúne con sus víctimas para discutir el delito y sus consecuencias.

## Resolución de disputa extrajudicial
Algunos utilizan el término "resolución de disputa" para referirse sólo a resolución de disputa alternativa (acrónimo en inglés ADR), o sea, procesos extrajudiciales como arbitraje, ley colaborativa, y la mediación utilizada para resolver conflictos concretos y potenciales entre y atravesando individuales, entidades empresariales, agencias gubernamentales, y (en el contexto de la ley internacional pública) Estados. Recientemente, se ha preferido sustituir el término "alternativa" por "adecuada", manteniendo el acrónimo ADR. La explicación es que los sistemas de ADR no excluen el acceso a la vía judicial que es un derecho fundamental de la ciudadanía. Acudir a los sistemas de ADR, generalmente, depende de acuerdo por las partes para utilizar ADR procesos, pueden utilizarse antes de que o después de que haya surgido una disputa o que se haya judicializado. Los sistemas de ADR han experimentado firmemente una creciente utilización y aceptación debido a una percepción de flexibilidad más grande, con costos menores frente a aquellos de litigio tradicional, y más velocidad de resolución de disputas, entre otras ventajas. Aun así, algunos han criticado estos métodos cuando sacando el derecho de buscar reparación de quejas en los tribunales, sugiriendo que una resolución extrajudicial de disputa no ofrecería la manera más justa para partes que no son iguales en las relaciones, por ejemplo en una disputa entre un consumidor y una empresa grande. Además, en algunas circunstancias, el arbitraje y otros ADR pueden devenir en ser caros.[cita requerida]

## Resolución de disputa en línea
Una resolución de disputa también puede tener lugar en línea por utilizar tecnología en casos seguros. La resolución de disputa en línea, es un campo de crecimiento para resolución de disputas, utilizando tecnologías nuevas para solucionar disputas. La resolución de disputa en línea es también llamada "ODR". Resolución de Disputa en línea o ODR también implica la aplicación de métodos de resolución de disputa tradicionales a disputas que surgen en línea.